# Okręg wyborczy nr 15 do Sejmu Rzeczypospolitej Polskiej (1991–1993)
Okręg wyborczy nr 15 do Sejmu Rzeczypospolitej Polskiej (1991–1993) obejmował województwo kaliskie. W ówczesnym kształcie został utworzony w 1991. Wybieranych było w nim 7 posłów w systemie proporcjonalnym.
Siedzibą okręgowej komisji wyborczej był Kalisz.

## Wybory parlamentarne 1991
Głosowanie odbyło się 27 października 1991.
| Komitet wyborczy                                      | Komitet wyborczy                                                  | Głosów | %     | Mandaty | Wybrani posłowie  |
| ----------------------------------------------------- | ----------------------------------------------------------------- | ------ | ----- | ------- | ----------------- |
|                                                       | Sojusz Lewicy Demokratycznej                                      | 29 898 | 14,43 | 1       | Marek Siwiec      |
|                                                       | Polskie Stronnictwo Ludowe Sojusz Programowy                      | 29 654 | 14,31 | 1       | Tadeusz Sytek     |
|                                                       | Unia Demokratyczna                                                | 28 106 | 13,57 | 1       | Andrzej Pawłowski |
|                                                       | Porozumienie Ludowe                                               | 18 866 | 9,11  | 1       | Andrzej Wojtyła   |
|                                                       | Wyborcza Akcja Katolicka                                          | 15 987 | 7,72  | 1       | Maciej Srebro     |
|                                                       | Niezależny Samorządny Związek Zawodowy „Solidarność”              | 10 698 | 5,16  | 1       | Antoni Tyrakowski |
|                                                       | Porozumienie Obywatelskie Centrum                                 | 10 479 | 5,06  | –       |                   |
|                                                       | Konfederacja Polski Niepodległej                                  | 9205   | 4,44  | 1       | Przemysław Sytek  |
|                                                       | Kongres Liberalno-Demokratyczny                                   | 8788   | 4,24  | –       |                   |
|                                                       | Polska Partia Przyjaciół Piwa                                     | 7484   | 3,61  | –       |                   |
|                                                       | Chrześcijańska Demokracja                                         | 6739   | 3,25  | –       |                   |
|                                                       | Stronnictwo Demokratyczne                                         | 6647   | 3,21  | –       |                   |
|                                                       | Niezależni Rolnicy „Kłos”                                         | 4190   | 2,02  | –       |                   |
|                                                       | Unia Polityki Realnej                                             | 3404   | 1,64  | –       |                   |
|                                                       | Partia Chrześcijańskich Demokratów                                | 3068   | 1,48  | –       |                   |
|                                                       | Partia Wolności                                                   | 2810   | 1,36  | –       |                   |
|                                                       | Unia Wielkopolan                                                  | 2718   | 1,31  | –       |                   |
|                                                       | Zdrowa Polska – Sojusz Ekologiczny                                | 1905   | 0,92  | –       |                   |
|                                                       | Polska Partia Ekologiczna – Zieloni                               | 1556   | 0,75  | –       |                   |
|                                                       | Ruch Chrześcijańsko-Społeczny „Przymierze”                        | 1404   | 0,68  | –       |                   |
|                                                       | Stronnictwo Narodowe                                              | 1213   | 0,59  | –       |                   |
|                                                       | Koalicja Polskiej Partii Ekologicznej i Polskiej Partii Zielonych | 1039   | 0,50  | –       |                   |
|                                                       | Blok Ludowo-Chrześcijański                                        | 913    | 0,44  | –       |                   |
|                                                       | Polski Związek Zachodni                                           | 385    | 0,19  | –       |                   |
| Frekwencja: 44,34% Źródło: Państwowa Komisja Wyborcza |                                                                   |        |       |         |                   |